# Hugo Claus
Hugo Claus   (Bruges, 5 d'abril de 1929 - Anvers, 19 de març de 2008) va ser un artista belga polifacètic que va fer d'escriptor, poeta, dramaturg, pintor i director de cinema.
La seva obra es caracteritza per una gran diversitat de temes i estils: del més tràgic al burlesc, de la banalitat quotidiana i l'obscè a l'amor excels, de l'universal al local. Alguns dels seus temes preferits són l'amor de la mare, l'odi envers el pare absent, la sexualitat, la culpabilitat induïda pel catolicisme, l'autoritarisme i la hipocresia del clergat, la relació ambigua de molts flamencs que van simpatitzar amb l'ocupant alemany durant la Segona Guerra Mundial i l'estretor de mires de la petita burgesia a Flandes durant la postguerra. Claus mai no va tenir por de lluitar contra qualsevol tabú. Barreja elements autobiogràfics amb temes universals. Sovint, la mateixa obra permet diferents lectures, des de la lectura aparentment recreativa fins a la novel·la profunda d'un bon observador de l'humà i de la societat.
Les seves obres de teatre es caracteritzen per un realisme i un enfocament tragicòmic. També va escriure tres llibrets i va ser un traductor-adaptador prolífic tant de teatre clàssic com d'obres d'autors francesos, anglesos, italians, alemanys i castellans contemporanis.
Sense comptar les traduccions, va escriure més de 295 títols. Va sonar moltes vegades com a guanyador del Premi Nobel, però mai no el va arribar a aconseguir.

## Biografia

### Joventut (1929-46)
Claus era el fill gran de l'impressor Jozef Claus i de Germaine Vanderlinden. Tenia tres germans: Guido, que va esdevenir actor (1931-1991), Odo (1934) i Johan (1938-2009). Poc després del naixement d'Hugo, la família es va mudar cap a Astene (Deinze), on va començar una impremta i un negoci de material escolar. El pare era actiu en una companyia de teatre amateur a Kortrijk.
El jove Claus va passar la seva primera joventut en un pensionat catòlic, des de l'edat de divuit mesos fins als onze anys. Aquest fet va esdevenir una de les seves temàtiques recurrents i va alimentar un conflicte intel·lectual amb l'Església catòlica fins després de la seva mort. Més tard va titllar les monges del Pensionat Saint-Joseph d'Aalbeke de «Waffen-SS amb uniforme religiós». Les seves humanitats grecollatines va seguir als col·legis Sint-Amand a Kortrijk i Sint-Hendrik a Deinze. Vers la fi de la Segona Guerra Mundial va ser membre de la Joventut Nacionalsocialista de Flandes (NSJV). Amb altres membres, el 1944 va rebre una menció honorífica de l'ocupant alemany pel seu zel durant una operació de rescat després de «l'acció terrorista dels aliats.» Ell mateix mai no va amagar aquest episodi de la seva vida, en va parlar en intervius explicant com la propaganda alemanya va ser molt encisadora per a un jove adolescent a una Flandes a la qual a l'escola s'inculcava una veritat feta d'històries d'anglesos protestants que perseguien els pobres catòlics a Irlanda i de comunistes que violaven monges i mataven sacerdots a Espanya. Després de la guerra, son pare va ser condemnat i empresonat per col·laboracionisme, la impremta va ser destruïda en un acte de venjança i la mare va fugir a ca l'àvia a Astene.
El 1945 comença a escriure una novel·la sobre l'heroi popular flamenc del segle xiv Nicolau Zannekin que va continuar desenvolupant. Comença a integrar-se en una xarxa d'intel·lectuals i artistes de l'època: Roger Raveel, Johan Daisne, Remi Boeckaert i Antoon de Clerck.

### El debut (1946-1949)
El 1946, als disset anys abandonà els estudis i la casa familiar i s'instal·là amb el pintor Antoon de Clerck (1923-2001) en una granja que havien llogat junts a Sint-Martens-Leerne (Deinze). Durant la seva estada a Sint-Martens escrivia, pintava i somiava en esdevenir actor. Realitzà il·lustracions per a poemaris publicats per son pare. Aquest, en recobrar la llibertat havia començat una nova impremta i editorial a la vila de Moeskroen. Claus també hauria seguit en aquesta època un curs d'escultura a l'Acadèmia de Belles Arts de Gant. El 1947 acceptà per necessitat una feina com temporer al nord de França per a la campanya de les remolatxes sucreres. Amb els diners del sucre venut al mercat negre se'n va anar a París on trobà l'autor Antonin Artaud (1896-1948), ja força debilitat, que va influir molt sobre el jove artista, malgrat el poc de temps que es van conèixer. Ja des de jove manifestà la seva universalitat i no es limità a una branca de l'art. Claus estava convençut que l'home fa totes les descobertes durant els primers vint anys de la vida, i que la resta de la vida només són variacions.
El 1948 va ser molt influït pel surrealisme i la poesia moderna dels Estats Units d'Amèrica. Se n'anà cap a Oostende on la seva família havia establert una nova impremta. Escrigué el seu segon poemari i la novel·la De Eendenjacht. El gener 1949 va conèixer la seva esposa Elly Overzier. Començà el servei militar a Lieja i després a Brussel·les, on es va encarregar de tasques de periodisme per la revista dels soldats. S'impregnà de la literatura francesa i s'adherí al moviment artístic Cobra. Creà la revista avantguardista Tijd en mens de la qual era redactor.

### Primers èxits d'un escriptor i pintor (1950-1966)

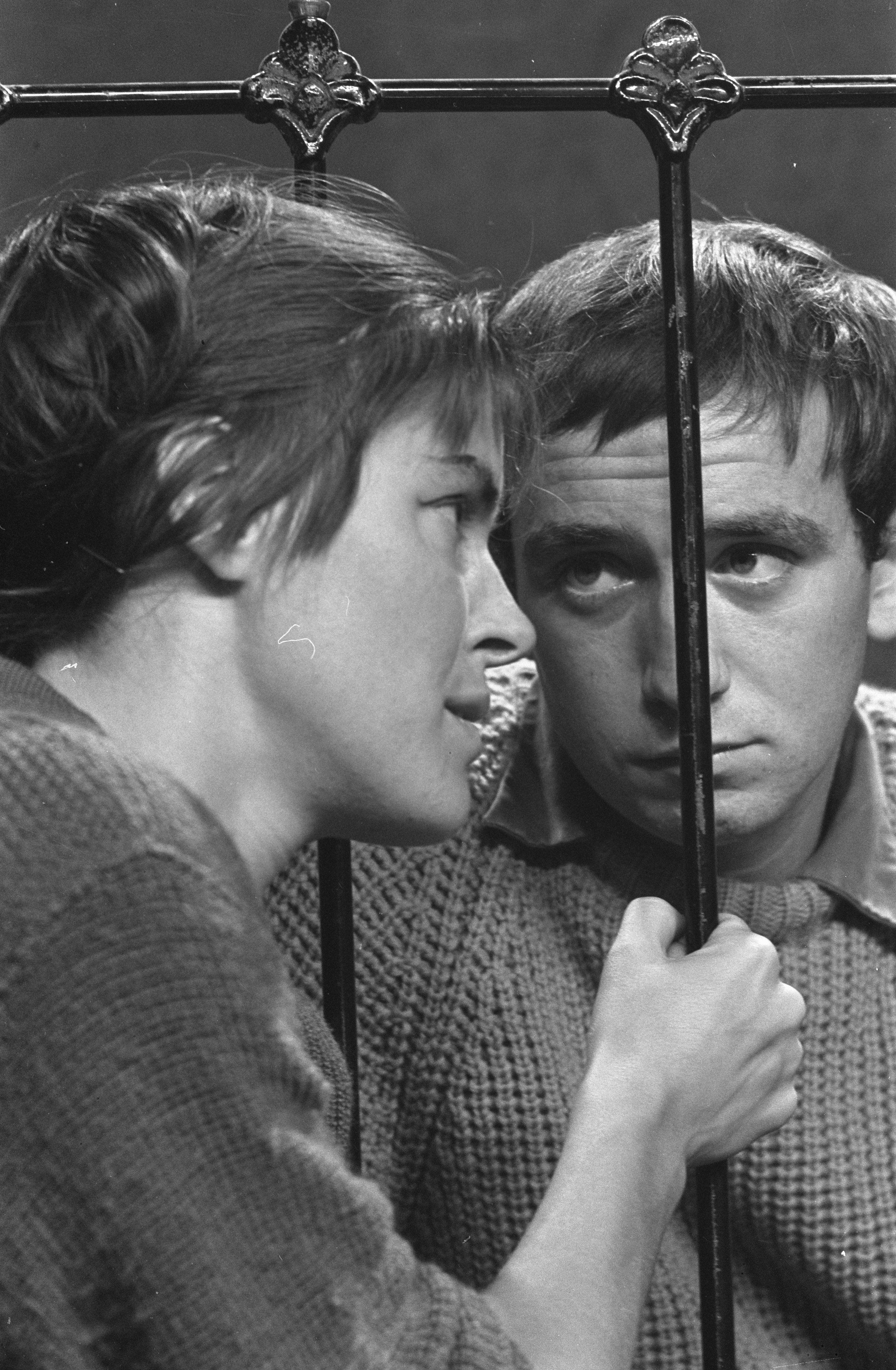
Els actors Ina Faassen i Hans Croiset en la versió televisiva d’Een bruid in de morgen (1959)

En desmobilitzar-se el març 1950, la seva productivitat literària i plàstica va agafar la màxima amplitud. La seva primera novel·la De Metsiers ja va ser premiada com a manuscrit. Exposa a Brussel·les junt amb Pierre Alechinsky i Guillaume Cornelis van Beverloo, escriu poesies per il·lustrar litografies de Karel Appel, dibuixa i escriu en la revista de Cobra… El setembre segueix Elly Overzier que intenta una carrera de model a París. El 1951 participà en una exposició col·lectiva de Cobra a París, mentrestant negocià amb tots els grans editorials en llengua neerlandesa, sovint sobre les mateixes obres. L'estiu 1952 tornà a Bèlgica. El 1953 fa dos llargs sojorns a Roma i altres ciutats italianes. En aquests temps publicà unes quantes obres. A poc a poc comença a distanciar-se de l'experimentalisme literari. El 1955, el seu drama Een bruid in de morgen s'estrena a Rotterdam. Torna d'Itàlia, s'instal·la a Gant i el 26 de maig es casa amb Elly. El 1956 el compositor François de la Rochefoucauld li presenta la música de l'òpera La mer blanche, de la qual Claus escriví el llibret, tot i que mai no es va estrenar. Diverses peces seves van ser executades a Bèlgica i sobretot als Països Baixos, un reconeixement major, ja que aleshores era molt rar que un escriptor flamenc tingués èxit al nord, on la literatura flamenca durant molt de temps va tenir una reputació provincial. El drama naturalista i tragicòmic Suiker (Sucre, 1958), inspirat de la seva experiència com a temporer a França, va esdevenir la seva obra dramàtica més popular. El 1959 sojorna uns mesos a Eivissa en companyia dels escriptors Harry Mulisch, Cees Nooteboom, Jan Gerhard Toonder, Dennis Murphy i John West, i rep una beca de la Fundació Ford que li va permetre descobrir els Estats Units durant mig any.
El 1961, la pel·lícula Het mes sota la direcció de Fons Rademakers s'estrenà; és una adaptació cinematogràfica d'un conte seu del qual va escriure el guió. Tradueix l'obra teatral Antigone de Christopher Logue que s'estrenà en presència d'ambdós escriptors a Gant. Continua sent productiu en tots els fronts. El 1963 s'estrena entre altres Love Story (El llibre més llarg del món), un poemari en anglès sobre pintures de Karel Appel, editat amb una tirada de només un exemplar. Destaca el llibret de la Passió segons sant Mateu sobre música de Mossèn De Brabandere escrit durant una estada a un mas a Nukerke el 1964.

### El procésMasscheroen(1967-1970)
El 1967 va muntar la peça Masscheroen al festival de teatre experimental de Knokke que va encendre una polèmica emblemàtica del seu conflicte perpetu amb el catolicisme i el puritanisme petitburgès de l'època. En l'obra van aparèixer tres amics seus a pèl, Hugues C. Pernath, Freddy de Vree i Bob Cobbing, que simbolitzen la Santíssima Trinitat. La peça va ser prohibida. Seguirà un procés davant el tribunal penal per atemptat contra la moral i els bons costums. Al tribunal de primera instància de Bruges Claus va ser condemnat a quatre mesos i un penyorament de 10.000 francs, ambdós efectius, va apel·lar i l'empresonament va ser transformat en pena condicional en segona instància a Gant. Aquest esdeveniment va desencadenar una polèmica a la premsa, accions de protesta i peticions, l'organització d'un Consell Anti-Censura, la publicació del text amb fotos tot just abans del procés. Anys després, De Vree, un dels membres de la trinitat va dir: «A la fi dels anys seixanta era important mostrar-se a pèl, tenia un significat. […] S'ha de veure tot a l'esperit del temps.[…]. Hi havia els progressistes puritans que manifestaven contra la guerra del Vietnam. Al costat hi havia un grup que donava la cara per a una sexualitat lliure. Aleshores s'organitzava també un debat sobre la nuesa». Aquest procés va ser el cim de l'iceberg d'una ona de repressió i de perquisicions prop de tota una sèrie d'escriptors en aquest període. Claus mateix va cridar a la joventut:
| « | El germen està sembrat, davant els nostres ulls creix un bolet merdós d'intolerància i de tirania. Observem al nostre entorn que els joves ocupen noves posicions, que s'oposen contra la robotització de la societat, contra la visió de l'avenir resclosa que els espera. La seva oposició política s'ha d'anar paral·lela amb l'oposició contra una concepció obsoleta de l'erotisme. Car a la llibertat eròtica — durant anys enterbolida per un catolicisme del més estrets — li cal una defensa tant pertinaç. | » |

 Claus perseverà: «Vull actuar per a la nuesa a la televisió flamenca, només perquè prefereixo veure una fadrina nua, i àdhuc un jove nu, que una desfilada de paracaigudistes que se senten absolutament obligats a defensar els nostres interessos a Àfrica».
El 1970, Claus va apel·lar en cassació, l'última instància jurídica belga — encara no existia el Tribunal Europeu de Drets Humans — però aquest darrere tribunal va confirmar el veredicte en insistir que la llibertat artística no era un salconduit per a atemptats contra la moral i els bons costums. A Bèlgica, aquest procés va ser un dels factors, juntament amb les repercussions de Maig de 1968, que van accelerar la fi del clericalisme i iniciar un moviment d'emancipació que exigia la llibertat individual, que va començar amb la llibertat des de la concepció o de no-concepció fins a la mort, el que Claus va aplicar conseqüentment.

### Un escriptor activista (1968-1982)
Durant el seu segon viatge a Cuba en companyia de Harry Mulisch es declara un admirador del «comunisme tropical». Durant la creació de la peça Vrijdag (Divendres) a Amsterdam, es troba amb l'actriu Kitty Courbois que va esdevenir la seva amistançada. L'obra tracta la perversió catòlica, als seus ulls, de transformar l'antic dia de Venus origen del nom del divendres, el dia de l'amor en un dia de penitència, de culpabilitat, de pecat, d'abstinència.
El 1970, De Spaanse Hoer, adaptació de La Celestina  de Fernando de Rojas té un èxit a l'estrena a Eindhoven. Deixa Nukerke per establir-se a Amsterdam i tornar-se a trobar amb Courbois. El 1971 s'estrena la pel·lícula Mira, basada en la novel·la De Teleurgang van de Waterhoek de Stijn Streuvels, del qual va escriure el guió. Comença a perfilar-se com a director d'escena independent. El 1973 va lligar-se amb l'actriu Sylvia Kristel que va trobar durant la producció de la pel·lícula Niet voor de poezen, amb ella va tenir el seu segon fill, Arthur el 1975. Aquest any muden junts cap a Antwerpen i escriu entre altres el guió de la sèrie televisiva La vida de Rubens prevista per a l'any Rubens de 1977. En una entrevista va comentar: «la vida de Rubens no era gaire espectacular, el seu caràcter equilibrat comportava el risc de crear una història avorrida.[…] He imaginat uns conflictes, però no he fet errors històrics, interpreto, sóc un líric.»
Un viatge cap a Las Vegas el 1978 li inspira per a la seva novel·la Het Verlangen. El 1979 celebra el seu 50è aniversari, rep tres premis, es produeix la seva traducció de Macbeth a Gant i s'organitza l'exposició Claustrum amb la seva obra plàstica a Hasselt.

### Obra mestre:Het verdriet van België(La tristesa de Bèlgica) (1983)
La novel·la Het verdriet van België conta la història d'un jove que creix al voltant de la segona guerra mundial en una petita ciutat flamenca anomenat Walle, pars pro toto que utilitza com nom artístic per a la ciutat de Kortrijk. En aquest bildungsroman parcialment autobiogràfic pinta la vida de Louis Seynaeve, que creix en un medi hipòcrita, en una família col·laboracionista i en un pensionat sever. Tanmateix és un retrat de la vida quotidiana flamenca entre 1939 i 1947, en una situació de crisi, de guerra, de traïció, d'engany i de frau. És considerat com el seu magnum opus, va ser traduït en les grans llengües europees, excepte en català: alemany, anglès, castellà, danès, finès, francès, grec, italià, noruec, polonès, portuguès i serbocroat i també en xinès. Entre 1983 i 2000, la versió neerlandesa va conèixer una tirada de 364.000 exemplars i el 2008 la trentena edició. En ocasió de la traducció en castellà va dir: «La pena de Bélgica, la escriví para contar a mi hijo, que pertenece a un mundo muy distinto, cómo habían sido mis primeros años. Desde los 18 meses a los 11 años estuve interno en un colegio de monjas» (castellà). El protagonista, de familia ultraconservadora, pateix el pes de la repressió i de la frustració generades per aquest típus d'educació. El 1994 va escriure el guió per la sèrie televisiva del mateix nom, dirigit per Claude Goretta.

### Apogeu (1984-1998)

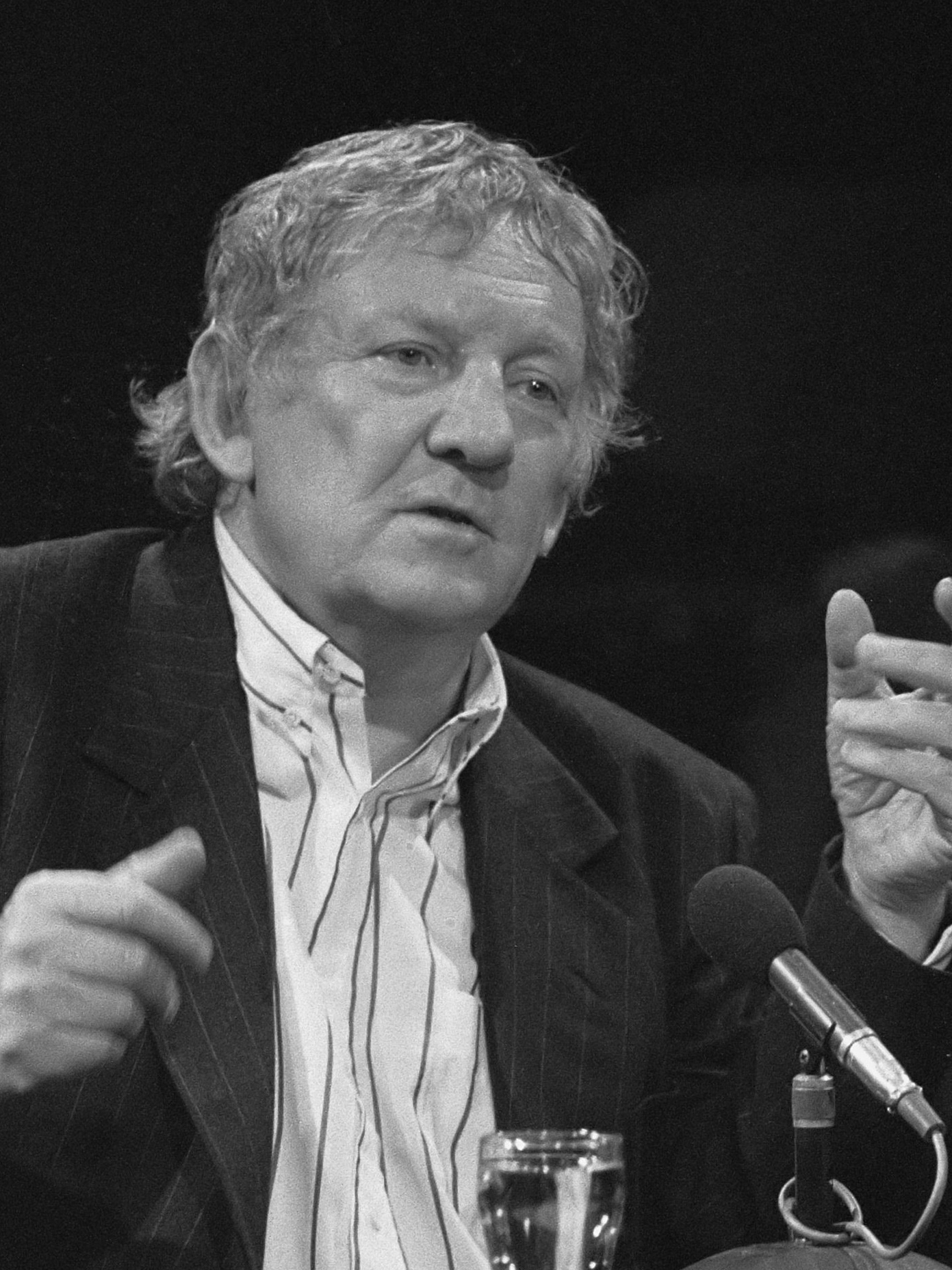
L'escriptor el 1986

Entre l'execució de diverses obres, es destaca el 1985 l'òpera Dr. Faustus (Música Konrad Boehmer, llibret Hugo Claus) en una col·laboració entre la Nederlandse Opera i el Théâtre National Opéra de Paris. La visita del papa Karol Józef Wojtyła (Joan Pau II) a Bèlgica li inspira l'abril 1985 la redacció d'un petit recull de deu texts amb imatges del caricaturista Gerard Alsteens sota el títol Una Visita Repugnant. El 1986 rep el Premi de les Lletres neerlandeses per a la totalitat de la seva obra i tota una mena d'activitats commemoratives tenen lloc a Bèlgica i els Països Baixos. El 1987 se'n va a viure en Provença, tot i continuar la direcció teatral. La novel·la Een zachte vernieling, traduïda al català el 2003 com Una dolça destrucció pareix. Tracta de manera parcialment autobiogràfica els seus anys experimentals a París i la seva relació amb el poeta Hans Andreus i la seva dona dins la colònia existencialista d'artistes flamencs i neerlandesos. Tracta amb ironia el zel ampullós de l'avantguarda però també la malenconia de la passió subjacent, les emocions, les il·lusions i amors perduts.
El 1992 va ser hospitalitzat per causa de càncer de pròstata. El 1993 va casar en segones noces Veerle De Wit. El seu 65è anniversari el 1994 va ser una ocasió per a una multitud d'homenatjes, suplements a diaris, exposicions, publicació dels seus poemes complets. Claus refusa la Medalla d'Or del parlament de Flandes. Al museu a l'aire lliure Middelheim a Anvers s'inaugura una obra momumental amb set llibres oberts amb d'un costat un dibuix de Pierre Alechinsky i d'altre costat un poema de Claus. El 1996 es crea el Centre d'estudis i de documentació a la Universitat d'Anvers.

### El crepuscle: la malaltia d'Alzheimer (1999-2007)
El 1999 notifica per a la primera vegada problemes de memòria i la seva paüra de la malaltia d'Alzheimer. El 2001 avisa que es limitarà a la poesia per causa dels problemes de memòria recent. La seva obra continua sent executada, unes noves obres pareixen i rep uns més premis nacionals i internacionals. Comença a tenir problemes de salut general. La temàtica de la pèrdua de memòria apareix cada vegada més en la seva obra: L'home de l'atzar (2000), una traducció de Yasmina Reza, la novel·la Somnambulisme (2000) i En cas de necessitat (2004), durant una entrevista diu: «Ik heb het wel zo'n beetje gehad.», una expressió típica neerlandesa d'algú a la fi de la seva carrera o de la seva vida, que expressa al mateix temps una satisfacció del passat i una constatació que n'hi ha prou, que hom ha tingut tot. Conclou aquesta entrevista amb un poema Repetició al qual evoca els tres verins utilitzats per a eutanasiar-se. S'organitzen amb això les tradicionals retrospectives i homenatges pel seu aniversari. El 30 de juliol de 2006, la seva dona envia un e-mail als seus amics amb el text: «Estimats amics, Hugo m'ha demanat d'enviar aquest mail. S'ha constatat que pateix de la malaltia d'Alzheimer. Hugo ha decidit passar el temps que encara li roman, i del qual determinarà ell mateix la fi, el més alegrement possible. Ni Dieu, ni maître.»

### La seva mort, un darrer acte militant (2008)
Va morir el 19 de març de 2008 a Anvers. Havia optat per a una mort per eutanàsia voluntària, en constatar que la malaltia d'Alzheimer continuava progressant. La llei belga l'autoritza si la persona encara pot decidir conscientment. Per aquesta raó va procedir en l'estadi precoç de la malaltia. Segons el seu obituari «Claus havia insistit en el desig de no prolongar la vida si no podia gaudir-ne amb lucidesa, i el mateix ministre de Cultura, Bert Anciaux, declarava ahir que ‘coneixia prou bé l'escriptor per saber que volia morir amb orgull i dignitat’» Guy Verhofstadt, un amic seu i antic primer ministre de Bèlgica va dir: «Confondre el dia i la nit, no poder distingir el matí, la tarda i el vespre, no saber caminar […] tot això no és gaire greu per a un escriptor. Ans al contrari quasi no ésser capaç de combinar els mots en frases clares o trobar les metàfores i expressions adequades, una cosa que ha fet sense esforç durant més de seixanta anys, això li va esdevenir un turment insuportable i sense sortida.»
L'escriptor que mai no va refusar temes controvertits, va romandre conseqüent en el seu esperit provocatori fins a la fi. Els medis lliurepensadors i laics van admirar el seu acte. La jerarquia catòlica belga per boca del seu representant suprem, el cardenal Godfried Danneels va reaccionar amb indignació vehement durant el seu sermó de la missa de Pasqua. De retorn va suscitar una resposta de l'associació laica Dret d'una mort digna que insisteix que no hi ha cap pressió sobre les opcions personals de fi de vida i que els laics respecten la llibertat individual, el que l'església no fa. Després d'una cerimònia al teatre Bourla d'Anvers el 19 de març, el seu cos va ser cremat i les cendres dispersades al Mar del Nord davant Oostende. Durant el comiat, l'escriptor Erwin Mortier va pronunciar una diatriba contra el cardenal: «Claus sempre va manifestar una manca de respecte saludable davant prínceps i prelats. […] Només per què no comparteixen la seva opció de final de vida, surten de les seves cavernes per a vomitar la seva còlera pusil·lànime. Celebrar la seva pròpia superioritat moral damunt el cos d'un mort estimat, no és cap proesa. Avergonyeix-te, senyor cardenal.»

### Pòstum
Pòstumament va comprovar-se el rumor que una part de la seva obra dramàtica no va ser escrita per ell, i que només hauria corregit uns detalls de textos que Ton Lutz, la seva dona Veerle De Wit i altres haurien desenvolupat a partir d'idees vagues que el mestre dictava durant el seu període anverès. Sovint hauria copiat, i rarament hauria mencionat les seves fonts. Les seves novel·les i poesies ans al contrari serien totes autèntiques. Una part important del seu fons es troba a la Casa de les Lletres a Anvers.

## Obres
Hugo Claus ha escrit més de 295 títols en neerlandès i ha estat traduït en una vintena de llengües. Es fa difícil enumerar totes les obres en una sinopsi enciclopèdica. Una bibliografia completa de l'obra es troba a la Biblioteca digital de la literatura neerlandesa.

### Traduïdes al català
- Una dolça destrucció[38]
- El Gatpenat: poemes escollits (uns poemes són disponibles en línia aquí)[39]
- «Escric de tu» poema traduït en Trenta-tres poetes flamencs[40]
- «Avis a la població», Revista de poesia, 1980 n°10, pàgines 30-34

### Obres literàries destacades
- Kleine reeks (1947) poemes (debut)
- De Metsiers (1951) novel·la (debut)
- Een huis dat tussen nacht en morgen staat (1953) (Una casa construïda entre la nit i el mati), poemari
- Natuurgetrouw (1954), un recull de contes surrealistes
- Een bruid in de morgen (1955), teatre
- Suiker (1958), teatre
- De verwondering (1962)
- Masscheroen (1967), teatre
- Vrijdag (Divendres, 1969), teatre
- De wangebeden (1973), deu poemes blasfèmiques
- Het verdriet van België (1983) traduït en castellà com La pena de Bélgica, considerat com el seu magnum opus

### Pel·lícules destacades
- Het mes (El ganivet, 1961), direcció Fons Rademakers
- De vijanden (Els enemics, 1967)
- Mira (guió de Claus segons una novel·la de Stijn Streuvels, direcció Fons Rademakers, 1971)
- Pallieter (guió de Claus, direcció Roland Verhavert, 1975)
- De Leeuw van Vlaanderen (1983)
- Het Sacrament (guió i direcció de Claus, 1990)[41]

## Reconeixement

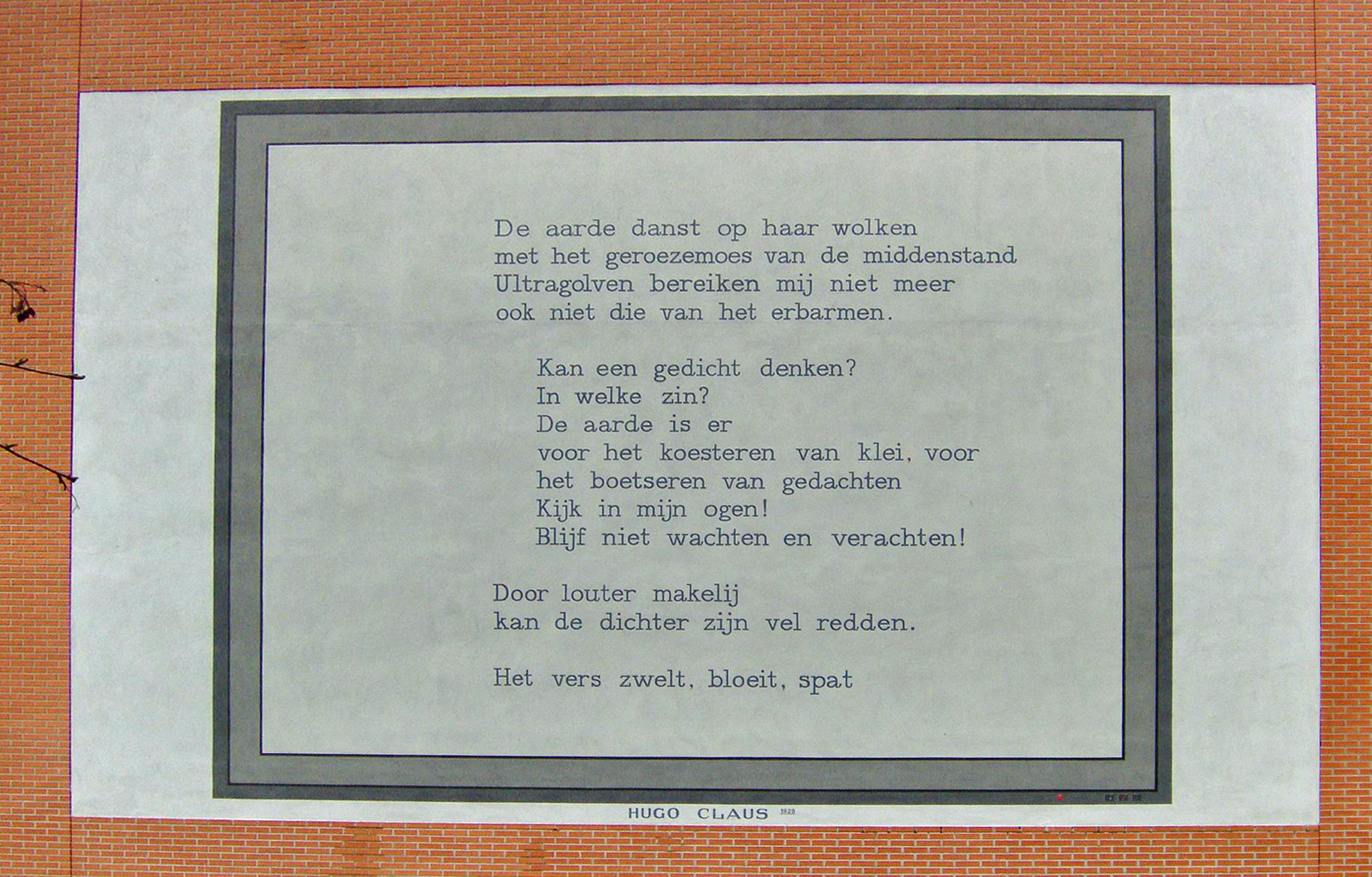
Poema de Hugo Claus en un mur de poemes a Leiden, Holanda del Sud.

La llista completa dels més de cinquanta premis que va rebre durant la seva carrera es troba al web del Centre d'Estudis i de Documentació Hugo Claus de la Universitat d'Anvers. Tot i sovint va ser proposat pel Premi Nobel, mai no el va obtenir però nogensmenys va ser l'artista belga el més premiat al nivell nacional i internacional. Uns premis destacats són:
- Leo J. Krijnprijs, 1950: premi de l'editorial d'Angèle Manteau per a la millor novel·la inèdita, atorgat a De eendenjacht, el seu debut que va aparèixer sota el títol De Metsiers el 1951. Els jurats foren François Closset, André Demedts, Willem Elsschot, Raymond Herreman i Willem Pelemans. La versió definitiva rep el 1952 l'Arkprijs van het Vrije Woord, un premi d'honor per sostenir el lliurepensament en una Flandes que aleshores era encara força impregnada per un clericalisme ultramuntà.
- Premi triennal de literatura teatral,[n 9] 1955, 1967, 1973, 1979
- Premi de l'Estat per a la novel·la Het verdriet van België (1984)
- Cavaller de l'Orde de Leopold
- Premi de les Lletres neerlandeses, 1986
- Grand Prix de l'humour noir (1989)
- Prix international Pier Paolo Pasolini, 1997
- Premi Aristeion, 1998 per a la novel·la De Geruchten, 1998
- Premio Nonino per a la traducció italiana de La pena de Bélgica, 2000
- Leipziger Buchpreis zur Europäischen Verständigung, 2002.
- Premi de Flandes per al mèrit cultural general, 2005[n 10]